# Фолк-метал

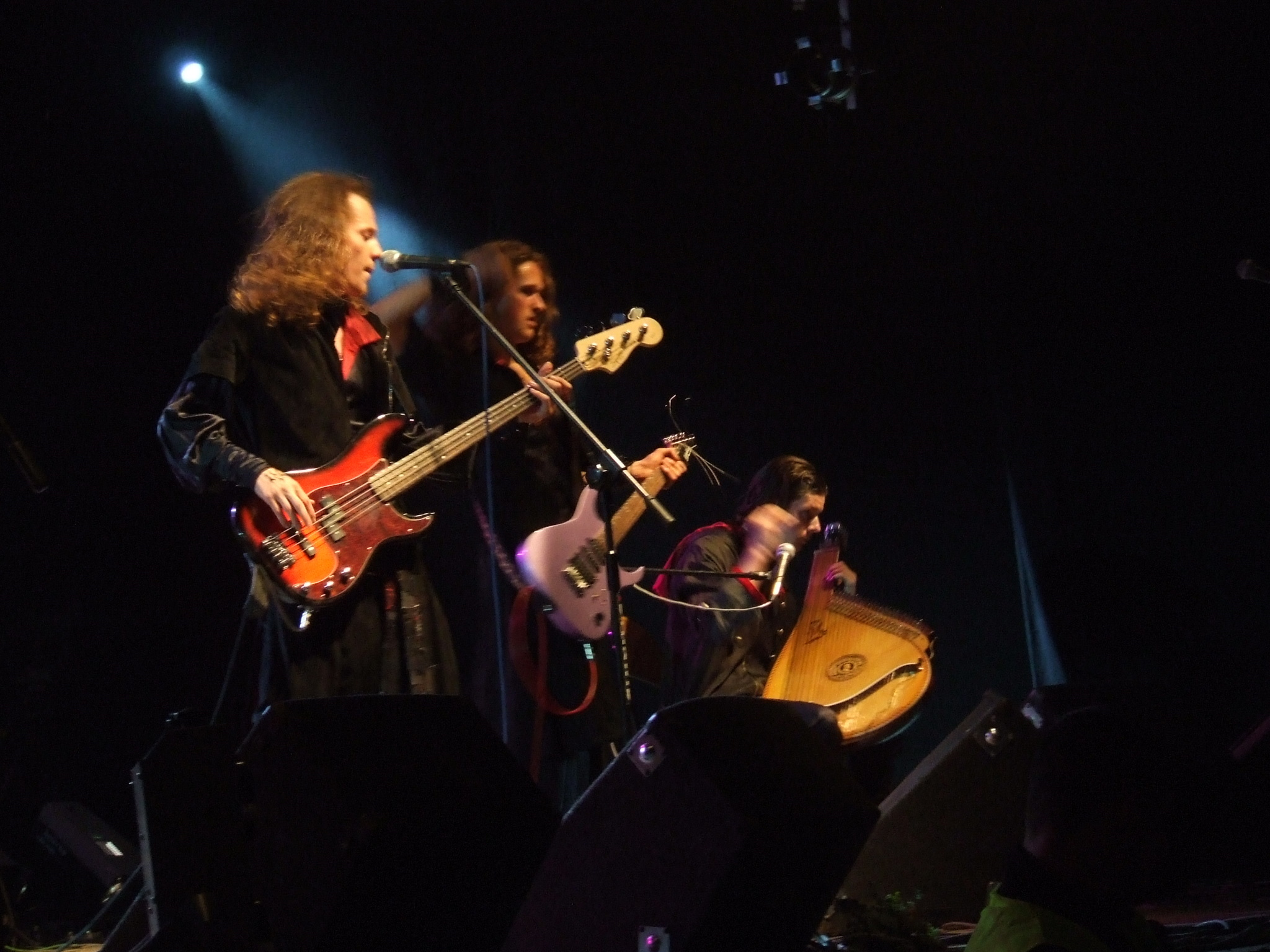
Тінь Сонця на фестивалі Басовище, 2007.

Фолк-метал (англ. folk metal) — один з напрямків металу, вбирає в себе елементи народної музики. Фолк-метал з'явився як результат впровадження елементів народної музики в звучання різних стилів металу. Вперше подібний експеримент продемонстрували Skyclad на початку 90-х, змішавши кельтську музику з треш-металом. Також до ранніх представників відносять Amorphis, що впровадили елементи народної музики Фінляндії в дез-дум-метал.

## Характеристики

### Музика
Як правило, фолк-метал є сплавом підстилів метала з народною музикою різних етнографічних груп. Так, групи Primordial, Melechesh і Finntroll виконують блек-метал з домішкою народної музики. The Lord Weird Slough Feg і Mägo de Oz базуються на павер-металі. Німецько-норвезька група Midnattsol відштовхується від готик-металу. Прогресивні тенденції спостерігаються у Elvenking, Lumsk і Týr. Деякі групи не обмежуються одним піджанром металу і фолк-музикою. Приміром Orphaned Land змішують фолк, прогресивний метал і дез-дум-метал, або Ensiferum, музика яких містить елементи фольку, пауер-металу і мелодійного дез-металу. Відомі також групи, що використовують елементи не-металевої музики. Норвезька група Glittertind включає крім усього іншого елементи панк-року. Група Agalloch характеризується близькістю до неофолку і пост-року.
Народні елементи в жанрі часто відображають етнічне походження музикантів, прикладом тому є скандинавська музика у Finntroll і Korpiklaani, або Балтійська народна музика у Metsatöll і Skyforger, або близькосхідна народна музика у Orphaned Land і Melechesh. Кельтська музика може бути виявлена у ірландських груп Cruachan і Waylander, а також у деяких груп не-ірландського походження, наприклад у Eluveitie або Tuatha de Danann. Народну музику з різних регіонів виконують Elvenking і Ensiferum.

### Інструменти

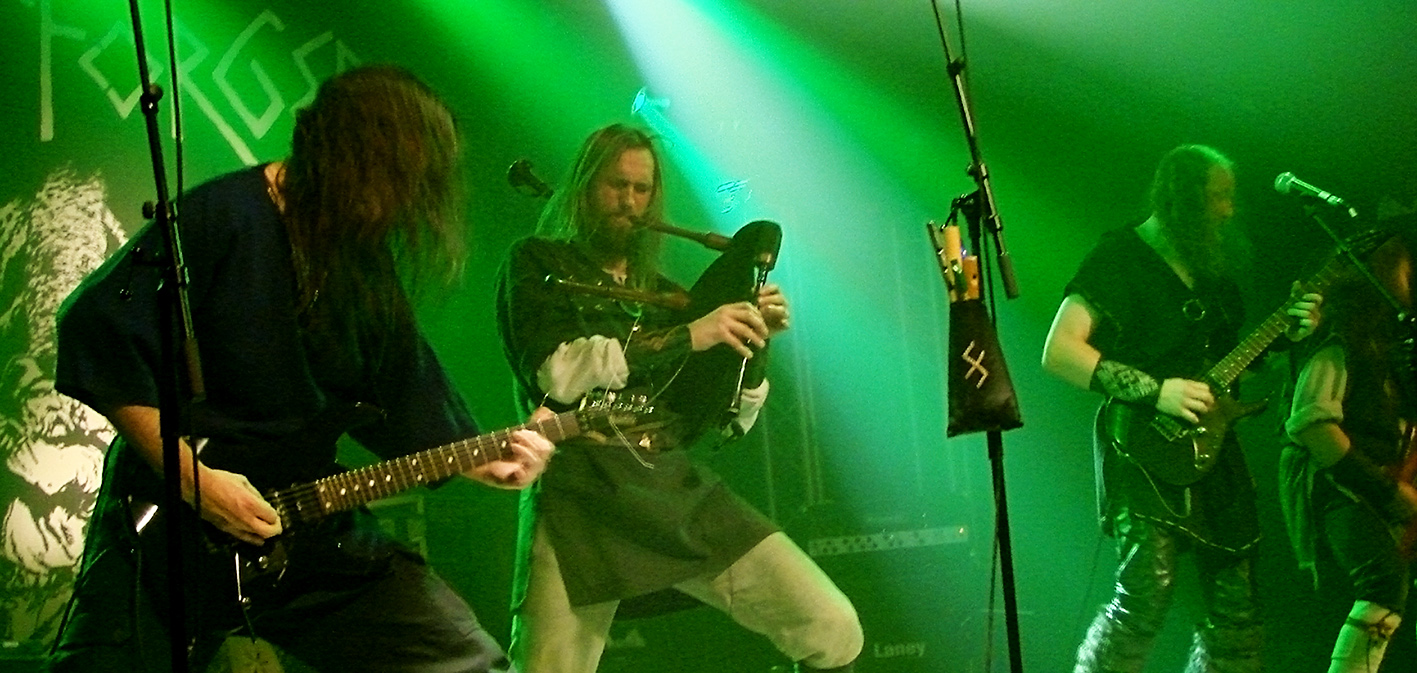
Skyforger 2007.

У фолк-металі використовуються ті ж самі типові інструменти, характерні для металу (гітари, бас, барабани) і, як правило, народні інструменти, які коливаються від звичайного до екзотичного. Однак деякі групи, як наприклад Týr, обходяться й без них. Найпоширенішим інструментом є скрипка. Скрипаль у складі групи є в Skyclad, Subway to Sally, Schandmaul, Mägo de Oz, Silent Stream of Godless Elegy, Korpiklaani, Lumsk, Elvenking, Eluveitie, Turisas і Tuatha de Danann. Вістл або флейта є у Cruachan, Waylander, Eluveitie, Metsatöll, Schandmaul і Morgenstern. Деякі групи висувають на перший план більш екзотичні інструменти свого етнічного походження або країни. Приміром, Skyforger грають на латвійській куокле Metsatöll застосовують естонський торупілль, Korpiklaani — кантеле, Orphaned Land — уд і саз.

### Вокал
У жанрі використовуються різні стилі вокалу. Більшість груп використовує гарчання, наприклад Finntroll, Skyforger, Moonsorrow. Проте є групи і з чистим вокалом, як наприклад Mägo de Oz, Metsatöll, Dalriada. Групи Schandmaul, Primordial, Turisas, Windir і Wintersun застосовують як чистий, так і гарчливий вокал.
У жанрі можна виявити також традиційні народні співи. Йонне Ярвеля виконує йойк в групах Shaman, Finntroll і Korpiklaani. Народні стилі співу можна почути у Equilibrium, Metsatöll, Skyforger і Orphaned Land.

### Тексти
У текстах пісень фолк-металу виконавці частіше звертаються до тем язичництва, природи, фентезі, міфології та історії.
Фолк-метал з самого початку був пов'язаний з язичництвом, коли Martin Walkyier покинув свою колишню групу Sabbat, щоб сформувати Skyclad, зокрема, тому що група «не хотіла усе далі заглиблюватися в язичництво». Лірика Skyclad була пов'язана з язичництвом. На думку Ville Sorvali з Moonsorrow, ярлик «язичницький метал» є найкращим:
|  | «тому що він висловлює ідеологію, але не говорить нічого про саму музику». |

У той же час окремі колективи негативно відносяться до терміну «язичницький (паган) метал» оскільки це більш відображує характеристику з боку віруючих провідних релігій — християнства, мусульманства тощо:
|  | «Natural Spirit грає паган. Але мені не дуже подобається сам сенс цього слова поза метал-руху, pagan — язичницький, означає — іновірний, чужий, але хіба чужа нам наша рідна культура? Неправильно говорити — я язичник, куди правильніше звучить — я шаную традиції свого народу. Folk — означає народний, рідний і це набагато коректніше щодо цієї музики та ідеології» Олег Кирієнко, Natural spirit |

Іншими групами, що в основному термін «язичницький метал», є Cruachan, Eluveitie, Obtest та Skyforger.
Багато фолк-метал гуртів співають про природу. Такі групи як Korpiklaani, Elvenking, Midnattsol та Vintersorg відносяться до них. Для групи Agalloch природа — основна тема, «тому що ми примикаємо до того, що є по суті жертвою людства». Всі учасники Skyclad є прихильниками «таких організацій, як Greenpeace та інші, оскільки вони одні з тих, хто встає і вступає в бій між людьми, які хочуть врятувати планету і людьми, які хочуть зруйнувати її».
Тексти груп Ensiferum, Midnattsol та Cruachan містять фентезі. Elvenking використовують фентезі «як метафори для приховування глибокого змісту». Таким же чином фентезі у Turisas суперечить висвітленню проблем, «які більш глибокі й мають більше значення.»

## Виконавці
- Agalloch (США)
- Alestorm (Шотландія)
- Battlelore (Фінляндія)
- Die Apokalyptischen Reiter (Німеччина)
- Eluveitie (Швейцарія)
- Elvenking (Італія)
- Ensiferum (Фінляндія)
- Equilibrium (Німеччина)
- Finntroll (Фінляндія)
- In Extremo (Німеччина)
- Korpiklaani (Фінляндія)
- Letzte Instanz (Німеччина)
- Litvintroll (Білорусь)
- Moonsorrow (Фінляндія)
- Mägo de Oz (Іспанія)
- Skyclad (Англія)
- Subway to Sally (Німеччина)
- SuidAkrA (Німеччина)
- Turisas (Фінляндія)
- Týr (Фарерські острови)
- Falkenbach (Німеччина)

### В Україні
- Веремій
- Ірій
- Рай Із Твоїх Снів
- Сонцесвіт
- TEREN
- Тінь Сонця
- Чур
- Drudkh
- Dub Buk
- F.R.A.M
- HASPYD
- Holy Blood
- Kraamola
- Kroda
- Merva
- MOTANKA
- Natural Spirit
- Nokturnal Mortum
- Oskord
- VITER